# آقای همه‌فن‌حریف
آقای همه‌فن‌حریف یک مجموعهٔ تلویزیونی ایرانی کوتاه به کارگردانی مجید بهشتی است که در سال ۱۳۶۴ تولید و به صورت میان‌پرده، در برنامهٔ تلویزیونی «کشاورزی، محور استقلال» از شبکه ۱ سیمای جمهوری اسلامی ایران پخش شد.

## بازیگران
- محمد شیری
- مجید بهشتی
- رضا بی‌طرفان
- صفا آقاجانی
- محسن شایان‌فر
- احمد لاریجانی
- حمید لیقوانی